# The Mascots
The Mascots est un groupe de garage rock suédois. Le groupe jouit du succès dans les années 1960, période durant laquelle il se forme et se sépare après deux albums, Your Mascots (1965) et Ellpee (1966).

## Biographie
The Mascots sont formés en 1963. Bien qu'ils écrivaient leurs propres morceaux, leur style musical imitait la pop britannique, et virtuellement comme tous les groupes suédois, étaient méconnus du monde anglophone. Cependant, The Mascots réussissent à atteindre le succès de leur pays avec notamment la sortie du morceau Words Enough to Tell You, classé 6e en 1965. Ce morceau circule dans les compilations rock suédoise des années 1960. Le single I Want to Live est aussi inclus sur quelques compilations, mais la nouvelle direction musicale de ce morceau ne sera pas plus exploré par le groupe.
En 1965, le groupe publie son premier album studio, Your Mascots,. Il est suivi en 1966 d'un deuxième album studio, intitulé Ellpee, qui est réédité l'année suivante dans le reste de l'Europe et au Royaume-Uni.

## Discographie
- 1965 : Your Mascots
- 1966 : Ellpee